# Јана (Васлуј)
Јана (рум. Iana) насеље је у Румунији у округу Васлуј у општини Јана. Oпштина се налази на надморској висини од 105 m.

## Становништво
Према подацима из 2002. године у насељу је живело 3954 становника, од којих су сви румунске националности.

### Хронологија
| Година       | 1992 | 1993 | 1994 | 1995 | 1996 | 1997 | 1998 | 1999 | 2000 | 2001 | 2002 | 2003 | 2004 | 2005 | 2006 | 2007 | 2008 | 2009 | 2010 | 2011 | 2012 | 2013 | 2014 | 2015 | 2016 | 2017 |
| ------------ | ---- | ---- | ---- | ---- | ---- | ---- | ---- | ---- | ---- | ---- | ---- | ---- | ---- | ---- | ---- | ---- | ---- | ---- | ---- | ---- | ---- | ---- | ---- | ---- | ---- | ---- |
| Становништво | 3934 | 3945 | 3917 | 3951 | 3971 | 3984 | 4022 | 4054 | 4132 | 4153 | 4170 | 4181 | 4258 | 4274 | 4280 | 4318 | 4326 | 4310 | 4279 | 4244 | 4254 | 4264 | 4269 | 4253 | 4275 | 4276 |